# René Binken
René Binken (Volendam, 6 januari 1970) is een Nederlands voormalig voetballer die doorgaans als verdediger speelde. Hij speelde zijn hele professionele carrière bij FC Volendam. In 2005 sloot hij zijn carrière bij RKAV Volendam af.

## Clubcarrière
Binken werd op 6 januari 1970 geboren in Volendam. Hij kwam in de zomer van 1987 bij FC Volendam terecht en maakte op 24 januari 1988 zijn debuut in de Eredivisie in de met 1−1 gelijk gespeelde wedstrijd tegen AZ. Binken kwam na een half uur spelen het veld in als vervanger van de geblesseerde Ab Plugboer. Hij speelde dat seizoen nog een wedstrijd mee, tegen Drechtsteden'79.
In het volgende seizoen werd hij een belangrijke factor in het elftal van trainer Leo Steegman en startte hij in 20 van de 34 speelronden in de basis. In het seizoen 1989/90 brak hij echt door en miste hij maar drie competitiewedstrijden. Tevens wist FC Volendam zich bijna te verzekeren van een ticket voor de UEFA Cup met een zesde plaats in de competitie. In de seizoenen die volgden was Binken een vaste keuze in de verdediging van de Volendammers. Wisselende resultaten werden behaald in de competitie maar degradatie werd voorkomen.
In 1995 vierde Binken zijn hoogtepunt met FC Volendam in de KNVB Beker. De club haalde de finale door onder meer winst op SC Heracles '74 (1−0) en FC Utrecht (1−0). In de finale was Feyenoord de tegenstander. Na 7 minuten kwamen de Rotterdammers op voorsprong door een doelpunt van Gaston Taument. Vlak na rust zette André Wasiman de clubs weer op gelijke hoogte. In de laatste minuten scoorde Mike Obiku de 2−1 waardoor Feyenoord met de beker aan de haal ging. Binken speelde de hele wedstrijd mee.
In 1998 degradeerde FC Volendam naar de Eerste divisie. Binken speelde 27 wedstrijden in de Eerste divisie alvorens hij in juli 2000 naar de zaterdagamateurs RKAV Volendam verkaste. Hier speelde hij nog enkele jaren tot hij in 2005 besloot zijn voetbalcarrière te beëindigen.

## Interlandcarrière
Binken speelde tussen 1990 en 1991 zes interlands voor Jong Oranje. Hij maakte zijn debuut op 26 september 1990 in de oefeninterland ter voorbereiding op het EK tegen Italië onder 21 (1−0 verlies).

### Gespeelde interlands
| Interlands van René Binken voor Nederland –21 | Interlands van René Binken voor Nederland –21 | Interlands van René Binken voor Nederland –21 | Interlands van René Binken voor Nederland –21 | Interlands van René Binken voor Nederland –21 | Interlands van René Binken voor Nederland –21 |
| №                                             | Datum                                         | Wedstrijd                                     | Uitslag                                       | Competitie                                    | Goals                                         |
| Als speler bij FC Volendam                    | Als speler bij FC Volendam                    | Als speler bij FC Volendam                    | Als speler bij FC Volendam                    | Als speler bij FC Volendam                    | Als speler bij FC Volendam                    |
| --------------------------------------------- | --------------------------------------------- | --------------------------------------------- | --------------------------------------------- | --------------------------------------------- | --------------------------------------------- |
| 1                                             | 26 september 1990                             | Italië – Nederland                            | 1 – 0                                         | Vriendschappelijk                             |                                               |
| 2                                             | 16 oktober 1990                               | Portugal – Nederland                          | 0 – 0                                         | EK 1992 kwalificatie                          |                                               |
| 3                                             | 12 maart 1991                                 | Nederland – Malta                             | 7 – 1                                         | EK 1992 kwalificatie                          |                                               |
| 4                                             | 16 april 1991                                 | Nederland – Finland                           | 1 – 0                                         | EK 1992 kwalificatie                          |                                               |
| 5                                             | 4 juni 1991                                   | Finland – Nederland                           | 1 – 7                                         | EK 1992 kwalificatie                          |                                               |
| 6                                             | 10 september 1991                             | Nederland – Polen                             | 1 – 1                                         | Vriendschappelijk                             | 80'                                           |

## Erelijst
| KNVB beker | 1x runner-up | 1994/95 |